# Alvinocaris lusca
Alvinocaris lusca is een garnalensoort uit de familie van de Alvinocarididae. De wetenschappelijke naam van de soort is voor het eerst geldig gepubliceerd in 1982 door Williams & Chace.